# Gelasma ambigua
Gelasma ambigua là một loài bướm đêm trong họ Geometridae.